# Arc des Antilles australes

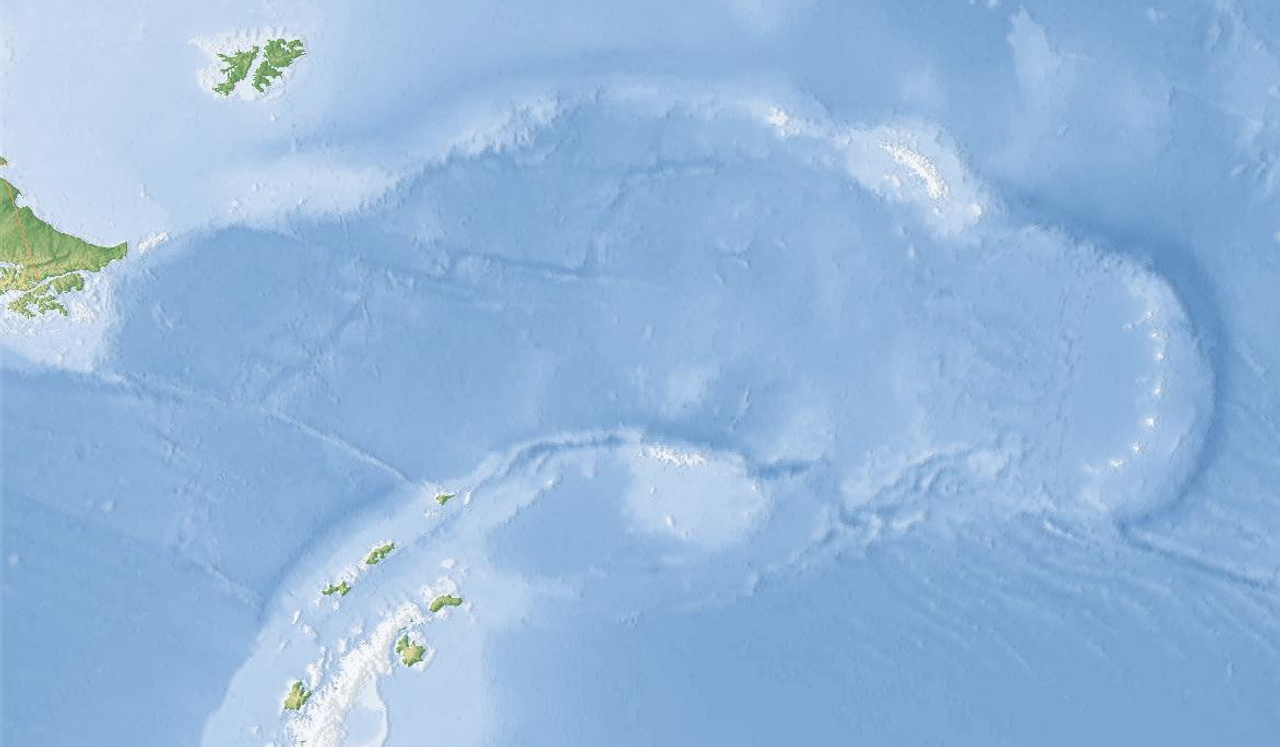
Carte de l'arc des Antilles australes entre la Terre de Feu (en haut à gauche) et la péninsule Antarctique (en bas à gauche) en passant par les îles Sandwich du Sud (à droite).

L'arc des Antilles australes,, également appelé arc des Antilles du Sud,,, arc de la Scotia ou encore dorsale de la Scotia est un arc volcanique situé dans l'océan Atlantique. Faisant la jonction entre la cordillère des Andes au nord et les Antarctandes au sud, cet arc volcanique situé autour de la plaque Scotia a donné naissance à différents archipels et monts sous-marins.

## Géographie
La dorsale de la Scotia délimite au nord et au sud la mer de Scotia formant un arc prononcé long d'au moins 4 350 kilomètres (ce chiffre doit être pratiquement multiplié par deux si on la considère comme l'une des deux branches de la cordillère sous-marine qui court parallèlement aux côtes occidentales de la péninsule Antarctique).
Géologiquement, la cordillère consiste en un système orographique assez jeune avec un volcanisme et une sismicité importante. Ses points culminants étant situés au-dessus du niveau de la mer, ils forment un archipel appelé Antilles australes ou « Antartilles » qui comprend les îles Aurora, le groupe de Géorgie du Sud, les îles Sandwich du Sud, les îles Orcades du Sud et les îles Shetland du Sud ; l'activité sismique et volcanique se situe principalement dans l'extrémité orientale de l'arc (où émergent les îles Sandwich du Sud) à l'endroit où la dorsale entre en contact et plonge de manière abrupte dans une zone de subduction : la fosse des Sandwich du Sud dont la profondeur maximale est de 8 325 mètres en dessous du niveau de la mer ; il s'agit en effet en grande partie du choc de plaques tectoniques (ici la plaque sud-américaine, la plaque antarctique et la petite plaque Scotia) qui produit le plissement de l'écorce terrestre à l'origine de cette dorsale.
Certains spécialistes ont considéré que la dorsale de la Scotia était la limite naturelle entre les océans Atlantique et Pacifique. Pour d'autres, la portion qui s'étire d'ouest en est de celle-ci pourrait marquer la ligne de division entre les océans Atlantique et Antarctique.